# Fjörgyn
Fjörgyn je severská bohyně, ztotožňovaná s Jörð – Zemí. Fjörgyn se objevuje pouze v několika krátkých zmínkách v eddické literatuře. Ve Vědmině písni a Písni o Hárbardovi je označována za matku Thóra, v Oddrúnině nářku a Jazyce básnickém je její jméno užíváno jako poetický výraz pro zemi. V severských pramenech, konkrétně v Lokiho při, Gylfiho oblouznění a Jazyce básnickém, je zmiňován bez bližších informací také Fjörgynn, otec bohyně Frigg, jehož jméno je mužskou formou jména Fjörgyn. Fjörgyn a Fjörgynn mohou představovat o božský pár Země a Nebe.
Jména Fjörgynn a Fjörgyn mohou být rekonstruováno jako indoevropské *perkwún(i)os a *perkwunī, což může být jméno praindoevropského hromovládce, a odpovídá tak litevskému Perkūnas, případně slovanskému Perun. Jméno *perkwunos lze vykládat z praindoevropského *perkwu „dub“ doplněného o sufix -no- „pán (nečeho)“. Z kořene pro dub také vychází germánské výrazy pro hory, především lesnaté, jako gótské faírguni nebo staroanglické firzen, těch mohla být podle Martina L. Westa Fjörgynn bohyní. Jméno Fjörgynn také odpovídá několika jménům družek hromovládce jako je litevské Perkúnija, slovanskému Perperuna a řeckému Kerauniá, což je jiné pro Semelé.